# Cassacaic
Der Cassacaic ist ein osttimoresischer Berg. Er liegt im Suco Ahic (Verwaltungsamt Lacluta, Gemeinde Viqueque), im Südosten der Insel Timor. Westlich liegt der See We Tasi (Lagoa Welosi). Der Cassacaic hat eine Höhe von 1024 m.